# Cassolnovo
Cassolnovo es un municipio de 7.116 habitantes (2010) de la provincia de Pavia. Se encuentra en la Lomellina nordoriental, muy cerca del río Ticino. Es el municipio más septentrional de la provincia de Pavia, limita con las provincias de Novara y Milán.

## Demografía
| Gráfica de evolución demográfica de Cassolnovo entre 1861 y 2018 |
|                                                                  |
| Fuente ISTAT - elaboración gráfica de Wikipedia                  |

## Historia
El actual municipio de Cassolnovo tuvo su origen a comienzos del siglo XIX, de la unión de los municipios de Cassolnuovo, Villanova y Cassolvecchio. Este último, el actual Villareale, corresponde al centro original de Cassolo. En el Alto Medioevo fue parte del comité de Bulgaria y después perteneció al obispo de Novara, siguiendo la suerte de Vigevano. En el 1164 el emperador Federico I lo puso bajo la jurisdicción de Pavia. En el 1360 circa, surgió el nuevo centro de Cassolo Nuovo, mientras que Cassolo comenzó a ser llamado Cassolvecchio. Ambos centros fueron parte del Marquesado de Vigevano, señalado en Gian Giacomo Trivulzio en el 1499, y pasado en el 1515 al cardenal Schiner, cuyos nietos los venderán a los Gadio, de los cuales serán cedidos en el 1572 a la cámara ducal. De esta manera, los dos centros, así como Vigevano por su parte, no serán más enfeudados por largo tiempo. 

En el 1532 el territorio de Cassolnovo, Cassolvecchio y Villanova, que mientras tanto había estado incluido en la provincia del Condado de Novara, entró a formar parte de la nueva provincia del Condado de Vigevano, o Vigevanasco. En el 1743 fue anexado a los dominios de la Casa de Saboya, a la que ya pertenecía la Lomellina desde 1707. Poco antes del final del feudalismo, Cassolnovo con Cassolvecchio y Villanova fueron enfeudados como Condado a los Gonzaga del ramo del Vescovato. En el 1818, junto a Vigevano, fueron anexados a la provincia de la Lomellina, y en el 1859 a la provincia de Pavia.

## Infraestructuras y transporte
Entre 1884 y 1934 la localidad de Cassolnovo estuvo comunicada regionalmente mediante una parada del tranvía Novara-Vigevano-Ottobiano.

## Lugares de interés
- La Parrochiale San Bartolomeo, iglesia.
- Casa di Riposo Lavatelli. Alessandro Manzoni se alojó aquí frecuentemente entre 1849 y 1861, huésped de la familia Arconati Visconti.

- Datos: Q41081
- Multimedia: Cassolnovo / Q41081

1. ↑  Worldpostalcodes.org, código postal n.º 27023.
2. ↑  «Codici Catastali». Comuni-italiani.it (en italiano). Consultado el 29 de abril de 2017.